# 德豐君
德丰君李恞（韓語：덕풍군 이이，1485年—1506年），月山大君李婷的庶子，母为府夫人金氏。二十一岁去世。

## 家人
- 坡平縣夫人尹氏（ -1536），坡原府院君尹汝弼（1466-1555）的女儿。

## 儿子
- 坡林君李珘 파림군 이주（1500-1541），德丰君李恞长子，母坡平縣夫人尹氏。逝世，年四十一。
- 桂林君李瑠 계림군 이유（1503-1545），德丰君李恞次子，母坡平縣夫人尹氏。逝世， 年四十二。
- 全城副正李璃 전성부정 이리（1506-1545），德丰君李恞三子，母坡平縣夫人尹氏。逝世，年三十九。